# TBS 선거방송
《TBS 선거방송》은 대한민국의 서울특별시청 산하 출연 기관인 TBS TV에 방송됐던 선거 특집 프로그램이다.

## 변천사
- 개표방송 (19대 총선) (2012년 4월 11일)
- 개표방송 (18대 대선) (2012년 12월 19일)
- 개표방송 (6대 지선) (2014년 6월 4일)
- 개표방송 (20대 총선) (2016년 4월 13일)
- 대선포차 (19대 대선) (2017년 5월 9일)
- 지선포차 (7회 지선) (2018년 6월 13일)
- 김어준의 개표공장 (21대 총선) (2020년 4월 15일)
- 김어준의 개표공장 (20대 대선) (2022년 3월 9일)
- 김어준의 개표공장 (8회 지선) (2022년 6월 1일) <이후 폐지>

## 같이 보기
- 개표방송
- 투표